# Gesso (materiale)
Il gesso è un materiale di aspetto bianco-grigio e polveroso, è un legante aereo utilizzato in edilizia sotto forma di malta per la finitura di pareti lisce o con particolari effetti estetici e sottofondi lisci per pavimenti o carta da parati.
In arte è usato per la realizzazione di calchi, modelli e statue.    
Dal punto di vista chimico, il materiale si presenta in diverse forme a seconda del contenuto di acqua di cristallizzazione. In natura e al termine del processo di presa, è composto da solfato di calcio bi-idrato (CaSO4 2H2O). Il gesso è da non confondersi con altri sali di calcio, pure usati in edilizia, come  il carbonato di calcio che è il prodotto finale della tecnologia della calce; quando il solfato di calcio è anidro (CaSO4) prende il nome di anidrite.

## Produzione, composizione e caratteristiche
| Temperatura (°C) | Trasformazione                 | Tempo di presa                           |
| ---------------- | ------------------------------ | ---------------------------------------- |
| -                | gesso biidrato - CaSO4·2H2O    | -                                        |
| ↓                |                                |                                          |
| 120 - 180        | semidrato - CaSO4·½H2O         | 1 - 4 minuti                             |
| ↑↓               |                                |                                          |
| 180 - 250        | anidrite solubile - CaSO4(α)   | 20 minuti                                |
| ↓                |                                |                                          |
| 250 - 600        | anidrite insolubile - CaSO4(β) | in assenza di catalizzatori non fa presa |

La produzione del gesso si basa sulla macinazione e seguente cottura di rocce gessose, dunque contenenti CaSO4·  2H2O. Nel corso della cottura, una volta giunti a 130 °C, la roccia gessosa perde ca. 3/4 dell'acqua di cristallizzazione: si forma così un semidrato di calcio (CaSO4 · (1/2)H2O bassanite, chiamato gesso da presa). Tra i 150 °C ed i 180 °C l'acqua di cristallizzazione viene eliminata completamente ed inizia a formarsi l'anidrite solubile CaSO4(α): oltre i 180 °C questa trasformazione aumenta significativamente la sua velocità. Se la cottura viene effettuata oltre i 250 °C si forma anidrite insolubile CaSO4(β). A temperature più elevate continua la formazione di anidrite insolubile ed a 1200 °C si forma CaO + SO3, ovvero monossido di calcio (calce viva) e anidride solforica.
Per l'impiego il gesso cotto viene macinato finemente, parzialmente raffinato e insaccato. I gessi da costruzione che si trovano in commercio sono costituiti da gesso semidrato o da anidrite solubile o da una miscela di essi. 
Per l'impiego in locali abitativi umidi sono da usare prodotti a base di gesso, ma resi idrorepellenti attraverso l'addizione di opportune sostanze organiche.

## Caratteristiche
- possiede buon potere adesivo ed è facilmente lavorabile;
- non si ritira e può essere lavorato senza inerti (presenta un aumento di volume del 0,3-1,5%, quindi trascurabile in edilizia);
- permette di ottenere superfici fini e lisce;
- è resistente al fuoco, termoisolante e fonoisolante;
- è molto sensibile all'ammoniaca, non può quindi essere usato in stalle e allevamenti;
- corrode le superfici di acciaio non protette e diventa molle se assorbe umidità (tranne l'idrorepellente).

## Usi
- miscele a base di gesso per intonaci di fondo e intonaci lisci di pareti interne;
- lastre di gesso massiccio per pareti divisorie leggere;
- lastre composite per isolamento fonico e isolamento termico;
- lastre di cartongesso per pareti divisorie, rivestimenti fonoisolanti e termoisolanti, rivestimenti resistenti al fuoco e controsoffitti;
- sotto fondi flottanti (anidrite) per pavimenti (autolivellante);
- gessi da lavagna;
- imprimitura.

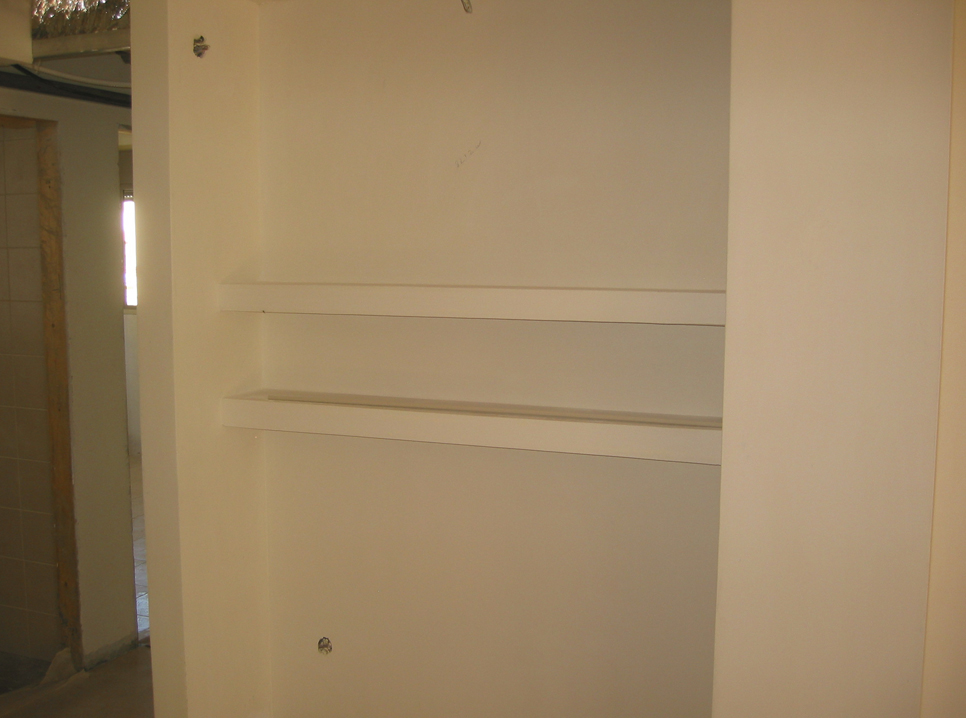
Parete in cartongesso
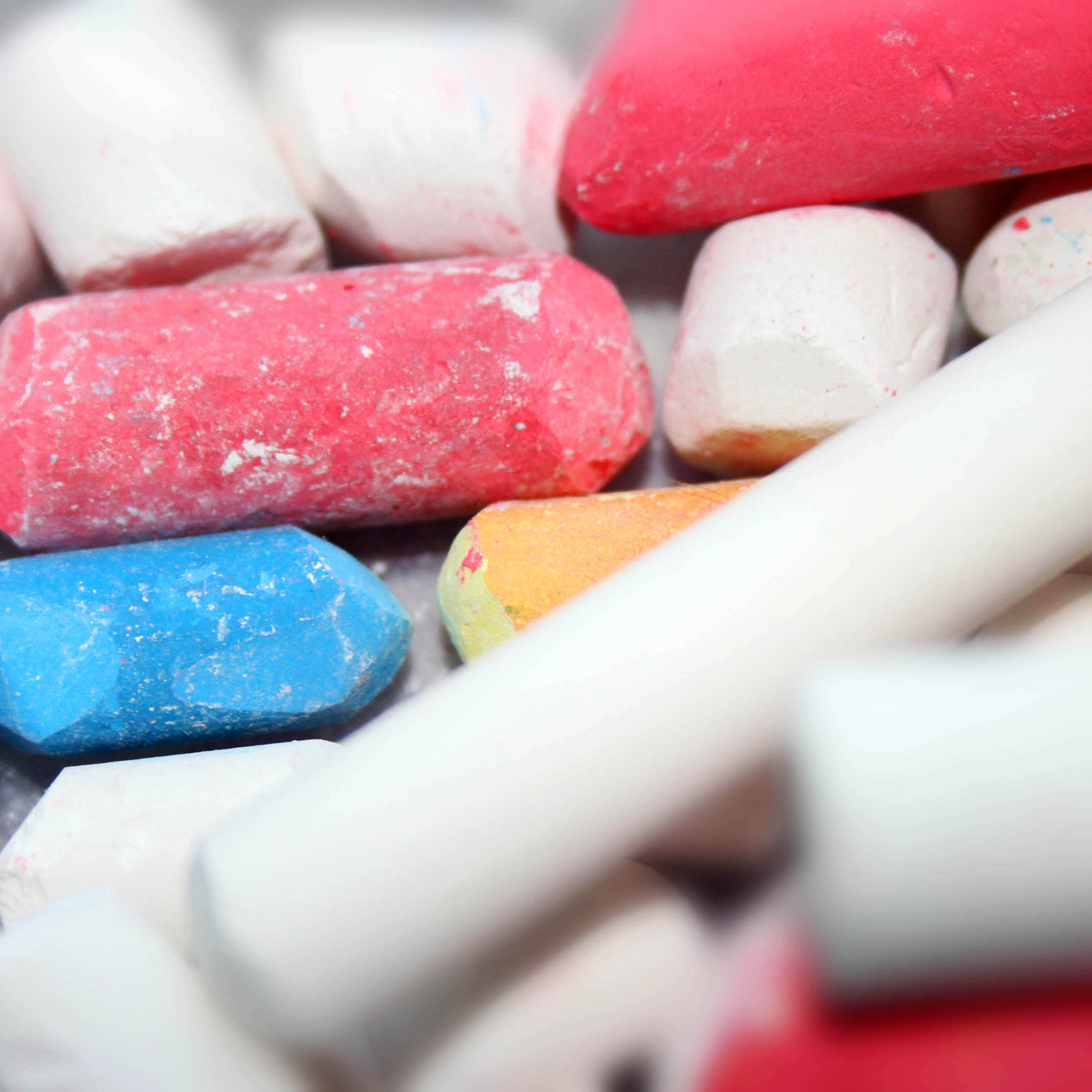
Gessetti per lavagna